# بای نتورکس
بای نتورکس (انگلیسی: Bay Networks) شرکت مخابرات آمریکایی است، که در سال ۱۹۹۴ تأسیس شد.